# كزافييه فولتون
كزافييه فولتون (بالإنجليزية: Xavier Fulton)‏ هو لاعب كرة قدم أمريكية أمريكي، ولد في 18 أبريل 1986 في شيكاغو في الولايات المتحدة.

## وصلات خارجية
- كزافييه فولتون على موقع مرجع كرة القدم المحترفة.كوم (الإنجليزية)